# Escola Superior de Música Reina Sofía
L'Escola Superior de Música Reina Sofia es va crear a Madrid el 1991 per tal de dotar Espanya d'un centre d'alta formació professional dirigit als joves músics de talent. D'aquesta forma, es va posar fi a la necessitat que els millors artistes espanyols haguessin d'abandonar el país per rebre l'ensenyament superior que necessitaven.

## Òrgans rectors i ubicació
Els òrgans rectors de l'Escola Superior de Música Reina Sofia estan presidits per una Junta de Patrons, instituïda el 1991. Aquest òrgan depèn directament de la Junta de Patrons de la Fundación Albéniz. Al costat del patronat, l'Escola compta amb el suport d'un Comitè Acadèmic compost per quaranta personalitats representatives del món cultural i polítics, dels quals molts d'ells han estat o són membres actius del Claustre de Professors, i d'un Comitè de Direcció. La Presidenta d'Honor de la Junta de l'Escola és la Reina Sofía, qui encoratja constantment les activitats de l'Escola i distingeix amb la seva presència la Junta.
La nova seu de l'Escola està situada en un emblemàtic espai històric madrileny, a la Plaza de Oriente, al costat del Palacio Reial i el Teatro Real, dos símbols de la història i la vida musical espanyola. A més, l'espai que ocuparà el futur edifici de l'Escola situat al carrer Requena, en un altre temps va acollir l'Escola d'Art Dramàtic i Dansa pel que el seu esperit artístic i pedagògic serà recollit novament per l'Escola Superior de Música Reina Sofia. L'antiga seu i campus estan situats a Pozuelo.

## Història
Els antecedents de l'Escola es troben en el Concurs Internacional de Piano de Santander, que Paloma O'Shea va posar en marxa el 1972, i en les Classes Magistrals que va organitzar, a partir de 1981, en col·laboració amb la Universidad Internacional de Verano Menéndez Pelayo d'aquesta mateixa ciutat.
Als primers passos del projecte, així com en la selecció del professorat, es va comptar amb l'assessorament de grans mestres tals com Yehudi Menuhin, Mstislav Rostropóvitx, Daniel Barenboim, Zubin Mehta i Alícia de Larrocha, que van pertànyer o formen part del Comitè Acadèmic i del patronat de l'Escola a més d'actuar com a actius assessors de les càtedres, i amb la col·laboració de Federico Sopeña i Enrique Franco, figures claus de la cultura musical espanyola del segle xx.

## Principis
Va ser creada amb l'objectiu d'instituir un centre d'ensenyament disposat a formar músics d'excel·lència. Gràcies a l'ajut que han prestat tant les institucions públiques com entitats privades, els alumnes que gaudeixen d'aquest ensenyament personalitzat han tingut el privilegi de rebre una educació d'elit comptant per a això amb grans professors i artistes destacats dins del panorama musical internacional.
L'Escola admet alumnes de qualsevol part del món però té especial compromís amb la promoció dels joves procedents d'Espanya, Portugal i Amèrica Llatina, compensant les manques d'aquests països en l'àmbit de l'educació.

## Professorat
En l'actualitat, l'Escola és reconeguda internacionalment i compta amb un excel·lent quadre de professors de reconegut prestigi internacional i que han sobresortit en l'exercici dels dos vessants: l'art i l'educació. Per això el cos acadèmic de professors titulars de càtedra està compost per primeres figures de reconegut prestigi internacional. A aquest equip habitual s'afegeixen, cada any, professors convidats al Programa de Lliçons Magistrals que complementen amb diferents concepcions i perspectives el treball de l'Escola.

### Relació històrica de professors
Dmitri Bashkirov (Piano)

 Teresa Berganza (Veu)

 Zakhar Bron (Violí)

 Gerard Caussé (Viola)

 Galina Eguiazarova (Piano)

 José Luis García Asensio (Violí)

 Frans Helmerson (Violoncel)

 Tom Krause (Veu)

 Alfredo Kraus (Veu)

 Duncan McTier (Contrabaix)

 Diemut Poppen (Viola)

 David del Puerto (Anàlisi)

 Marco Rizzi (Violí)

 Antoni Ros-Marbà (Orquestra)

 Natalia Shakhovskaya (Violoncel)

 Hansjörg Schellenberger (Oboè)

 Rainer Schmidt (Violí, Música de Cambra)

 Ludwig Streicher (Contrabaix)

 Alasdair Tait (Música de Cambra)

 Radovan Vlatkovic (Corn francés)

 Rainer Zepperitz (Contrabaix)

## Activitat acadèmica i artística
L'elaboració dels plans curriculrs segueix un principi bàsic de la formació clàssica: l'ensenyament personalitzat. Només la valoració personal de l'alumne per part del seu professor, i amb altres disciplines orientades a una formació global dictada pel claustre del centre, permeten el disseny d'un programa a mida del potencial de l'alumne. Aquest programa assegura l'aprenentatge musical en tota la seva amplitud integrant les diferents dimensions de la personalitat de l'estudiant.
La durada de l'estada a l'Escola està en relació directa amb les seves possibilitats d'aprenentatge; si bé la mitjana se situa entre dos i quatre anys, pot dir-se que els estudiants acaben quan els seus professors decideixen que han assolit ja una determinada maduresa artística.
El Pla General de Formació inclou, doncs, la formació específica de l'instrumentista o cantant en el departament d'interpretació completat amb les disciplines acadèmiques, la projecció obligada artística i l'estímul dels seminaris plantejats en el departament de formació complementària. Aquest pla acadèmic comprèn els següents departaments:
- Departament d'Interpretació
- Departament Acadèmic
- Departament Artístic
- Departament de Formació Complementària
- Programa de Lliçons Magistrals
- Programa d'Edicions Audiovisuals

L'escola ha desenvolupat també un programa d'educació "on line" en col·laboració amb unes altres cinc importants escoles europees, amb la creació d'un portal musical educatiu dirigit a alumnes, professors, estudiosos o aficionats a la música en el qual s'ofereixen classes magistrals de grans mestres de la música i que contribueix així a preservar al patrimoni històric musical. L'esmentat portal es denomina Magister Musicae  Arxivat 2007-09-29 a Wayback Machine..

## Alumnat
El principal propòsit de l'Escola és la universalitat, per això aspira a convocar alumnes de qualsevol procedència social o geogràfica, sense una altra exigència que el talent i el lliurament a un treball formatiu dissenyat per sobrepassar la distinció entre tècnica musical i expressió artística, posant l'estudiant en contacte directe amb el públic.
La seva missió no és només formar solistes, sinó músics capaços d'integrar-se amb facilitat en importants agrupacions orquestrals de cambra, guanyar premis o accedir a places de professors i catedràtics en escoles i conservatoris. La seva tasca està pensada per als joves que dins d'uns anys tornaran als mateixos escenaris on van actuar com a alumnes, convertits ja en excel·lents professionals.
L'Escola posa a disposició dels alumnes procedents de l'estranger o de fora de Madrid, la Residència d'Estudiants, orientada a enriquir les relacions entre els alumnes, l'entorn i els professors, amb la idea que la seva vida artística i de convivència sigui més enriquidora.